# Superossido

Configurazione elettronica di Lewis del superossido. I sei elettroni esterni (del guscio di valenza) di ogni atomo di ossigeno sono evidenziati in nero; una coppia di elettroni è condivisa (in mezzo); l'elettrone spaiato è mostrato in alto a sinistra e l'elettrone aggiuntivo che conferisce la carica negativa è mostrato in rosso.

Lo ione superossido è la specie chimica O2−, la quale contiene sia una carica elettrica negativa, che un elettrone spaiato ed è quindi un anione e un radicale allo stesso tempo (ione radicalico). Inoltre, dato che la carica negativa e l'elettrone spaiato sono situati uno in un atomo di ossigeno e l'altro sull'altro atomo, rappresenta anche uno ione radicale distonico. La presenza dell'elettrone spaiato rende questo ione molecolare paramagnetico. 
Questo ione si forma dalla riduzione dell'ossigeno molecolare (diossigeno), che è una specie diradicalica, un tripletto. Tale riduzione avviene per aggiunta di un elettrone ad uno dei due atomi O, che così acquista carica negativa e perde il carattere radicalico, mentre l'altro atomo di ossigeno resta con un elettrone spaiato. Questa trasformazione è esotermica: in fase gassosa l'affinità elettronica del diossigeno ammonta a 0,448 eV. I metalli più attivi, prima di tutto quelli alcalini, riescono ad effettuare facilmente questa riduzione fornendo composti salini di questo anione, detti superossidi.
I superossidi, inoltre, compongono quella categoria di composti dell'ossigeno in cui quest'ultimo ha numero di ossidazione -1/2 (cosa che comporta la carica totale di -1 nell'anione sopracitato). Un esempio di questi composti è KO2, il superossido di potassio.

## Sintesi, reazioni fondamentali e struttura
I sali CsO2, RbO2 e il KO2 sono generati dalla reazione diretta dell'O2 con i metalli alcalini. La distanza di legame dell'O-O nell'O2− è 1,33 Å, contro 1,21 Å nell'O2 e 1,49 Å nell'O22−. La tendenza totale corrisponde ad una riduzione dell'ordine di legame da 2 (O2), a 1,5 (O2−), per arrivare a 1 (O22−). 
I superossidi sono composti in cui il numero di ossidazione medio dell'ossigeno è -1/2.
I sali alcalini di O2− sono di colore giallo-arancione e abbastanza stabili, a patto che siano mantenuti secchi. Circa la solubilità di questi sali in acqua, tuttavia, l'O2− sciolto si decompone (dismuta) in modo estremamente rapido:
{\displaystyle {\ce {2 O2- + 2 H2O -> O2 + H2O2 + 2 OH-}}}
In questo processo l'O2− agisce come una base di Brønsted, formando inizialmente HO2. Il pKa del suo acido coniugato, il superossido di idrogeno (HO2, conosciuto anche come "idroperossile" o "idrossido radicale"), è 4,88 cosicché a pH = 7 la stragrande maggioranza di superossidi in forma anionica formano O2−.
I sali si decompongono anche allo stato solido, ma questo processo richiede calore:
{\displaystyle {\ce {2NaO2 -> Na2O2 + O2}}}
Questa reazione è alla base dell'uso del superossido di potassio come fonte di ossigeno nei generatori chimici di ossigeno, come quelli usati nello Space Shuttle e sui sottomarini.

## Biologia e superossido
Il superossido è biologicamente abbastanza tossico ed è usato dal sistema immunitario per uccidere i microorganismi patogeni.
Nei fagociti, il superossido è prodotto in grandi quantità dall'enzima NADPH ossidasi per essere utilizzato nei meccanismi di eliminazione ossigeno-dipendenti degli agenti patogeni. Mutazioni nel gene che codifica l'NADPH ossidasi causa una sindrome di immunodeficienza chiamata sindrome granulomatosa cronica, caratterizzata da un'estrema suscettibilità alle infezioni. Il superossido è anche prodotto in modo deleterio come prodotto di scarto della respirazione mitocondriale (in modo particolarmente notevole dal Complesso I e dal Complesso III), come anche da molti altri enzimi quali la xantina ossidasi.

La tossicità biologica del superossido è dovuta alla sua capacità di inattivare il gruppo ferro-zolfo contenuto negli enzimi (che sono importantissimi in un gran numero di processi metabolici), liberando di conseguenza ferro semplice nella cellula, secondo la reazione di Fenton e generare il radicale idrossile che è altamente reattivo. La reazione di Fenton costituisce una delle due fasi della reazione di Haber-Weiss. 

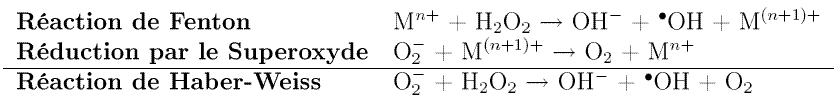
Reazione di Fenton e di Haber-Weiss

Nella sua forma HO2, il superossido può anche avviare nei lipidi la perossidazione degli acidi grassi polinsaturi. Reagisce anche con i composti carbonilici e con i carboni alogenati per creare radicali perossilici tossici. Il superossido può anche reagire con il monossido di azoto (NO) formando il ONOO− Per questo, il superossido è una causa prima dello stress ossidativo.
A causa della tossicità del superossido, tutti gli organismi che vivono in presenza di ossigeno hanno sviluppato isoforme dell'enzima antagonista del superossido, la superossido dismutasi, o SOD. La SOD è un enzima estremamente efficiente che catalizza la neutralizzazione del superossido ad una velocità quasi pari a quella imposta dalla diffusione libera in soluzione. L'inattivazione genica ("knockout") della SOD produce fenotipi deleteri negli organismi che vanno dai batteri ai topi. Gli individui di quest'ultima specie muoiono circa 21 giorni dopo la nascita se la variante mitocondriale della SOD (Mn-SOD) è inattivata, e soffre di molteplici patologie, incluso il tumore al fegato, atrofia muscolare, cataratta ed infertilità femminile quando la variante citoplasmatica (Cu,Zn-SOD) è inattivata.